# Reuven Baruch
Reuven Baruch sau Reuven ben Yehuda Baruch (n. 1811, Timișoara, Imperiul Austriac – d. 1875, Viena, Imperiul Austro-Ungar) a fost un rabin sefard originar din Banat, rabinul comunității sefarde (a evreilor otomani) din Viena.
Reuven Baruch s-a născut la Timișoara ca fiu al rabinului evreilor spanioli (otomani) din oraș. A făcut studii talmudice la Livorno, Istanbul și Izmir. În anul 1840 Reuven Baruch a fost ales rabin sefard la Viena.
În timpul activității sale a încurajat presa în limba iudeo-spaniolă Judezmo sau ladino, promovată la Viena de către Shem Tov Semo și alții. 
Rabinul Baruch s-a numărat printre cei care au colaborat la volumul Nahala le Israel al rabinului Moshe Israel Hazan din Roma, care a fost publicat la Viena în 1851. 
Atât el, cât și fiul său Yaakov Baruch, au scris texte literare în limba ladino, care au apărut în periodicul „Guerta de Estorya” din Viena. Printre ele se poate menționa o poezie a sa despre boală și moarte, publicată postum. Yaacov Baruch a publicat de asemenea traduceri și adaptări din limba germană sau din alte surse - ca de exemplu, „Războiul dintre Grecia și Persia” și „Neguțătorul din Veneția” (El Merkader de Venetsyia).
Reuven Baruch a murit la Viena în 1875.